# Puchar Mistrzów IIHF 2006
W roku 2006 Puchar Mistrzów odbył się w Petersburgu.

## Faza grupowa

### Grupa Hlinki
L = lokata, M = liczba rozegranych spotkań, W = Wygrane (ogółem), P = Porażki (ogółem), R = Remisy, G+ = Gole strzelone, G- = Gole stracone, Pkt = Liczba zdobytych punktów +/- Różnica bramek
| L  | Drużyna  | M | Pkt | W | R | P | G+ | G- | +/- |
| -- | -------- | - | --- | - | - | - | -- | -- | --- |
| 1. | Kärpät   | 2 | 4   | 2 | 0 | 0 | 6  | 1  | +5  |
| 2. | HC Davos | 2 | 2   | 1 | 0 | 1 | 7  | 5  | +2  |
| 3. | Frölunda | 2 | 0   | 0 | 0 | 2 | 2  | 9  | -7  |

5 stycznia:
- Kärpät - HC Davos 3:1

6 stycznia:
- HC Davos - Frölunda 6:2

7 stycznia:
- Frölunda - Kärpat Oulu 0:3

### Grupa Ragulina
L = lokata, M = liczba rozegranych spotkań, W = Wygrane (ogółem), P = Porażki (ogółem), R = Remisy, G+ = Gole strzelone, G- = Gole stracone, Pkt = Liczba zdobytych punktów +/- Różnica bramek
| L  | Drużyna           | M | Pkt | W | R | P | G+ | G- | +/- |
| -- | ----------------- | - | --- | - | - | - | -- | -- | --- |
| 1. | Dinamo Moskwa     | 2 | 4   | 2 | 0 | 0 | 8  | 2  | +6  |
| 2. | HC Pardubice      | 2 | 2   | 1 | 0 | 1 | 3  | 5  | -2  |
| 3. | Slovan Bratysława | 2 | 0   | 0 | 0 | 2 | 1  | 5  | -4  |

5 stycznia:
- Dinamo Moskwa - Slovan Bratysława 3:1

6 stycznia:
- Slovan Bratysłwa - HC Pardubice 0:2

7 stycznia:
- HC Pardubice - Dinamo Moskwa 1:5

## Finał
8 stycznia:
- Dinamo Moskwa - Kärpät 5:4 po karnych

## Ostateczna kolejność
| M | Nazwa klubu       |
| 1 | Dinamo Moskwa     |
| 2 | Kärpät            |
| 3 | HC Davos          |
| 4 | HC Pardubice      |
| 5 | Slovan Bratysława |
| 6 | Frölunda          |

## Statystyki i nagrody
- Pierwsze miejsce w klasyfikacji strzelców turnieju –  Michaił Hrabouski (Dinamo): 4 gole
- Pierwsze miejsce w klasyfikacji asystentów turnieju –  Maksim Suszynski (Dinamo): 6 asyst
- Pierwsze miejsce w klasyfikacji kanadyjskiej turnieju –  Maksim Suszynski (Dinamo) i  Michaił Hrabouski (Dinamo): 8 punktów
- Pierwsze miejsce w klasyfikacji +/- turnieju –  Igor Mirnow (Dinamo): +4
- Pierwsze miejsce w klasyfikacji skuteczności interwencji bramkarzy turnieju –  Niklas Bäckström (Kärpät): 94,12%
- Pierwsze miejsce w klasyfikacji średniej goli straconych na mecz bramkarzy turnieju –  Niklas Bäckström (Kärpät): 1,89

Nagrody indywidualne
- Najlepszy bramkarz –  Niklas Bäckström (Kärpät)
- Najlepszy obrońca –  Brett Hauer (HC Davos)
- Najlepszy napastnik –  Michaił Hrabouski (Awangard)
- Najbardziej Wartościowy Gracz turnieju –  Maksim Suszynski (Awangard)

Drużyna Gwiazd turnieju
- Bramkarz:  Niklas Bäckström (Kärpät)
- Obrońcy:  Brett Hauer (HC Davos),  Mikko Lehtonen (Kärpät)
- Napastnicy:  Maksim Suszynski (Dinamo),  Michaił Hrabouski (Dinamo),  Jari Viuhkola (Kärpät)